# Cila (mitología)
En la mitología griega, Cila era una princesa troyana, hija de Laomedonte y la ninfa Estrimón.
Cuando Príamo llegó al poder en Troya, Cila se casó en secreto con Timetes, hermano de Príamo, y concibió un hijo que se llamaría Munipo. Al tiempo, esperaba un hijo de Príamo su hermana Hécuba, a la que enviaron los dioses un sueño en el que se veía pariendo unas serpientes en lugar de un niño. Príamo consultó de inmediato a su hijo Esaco, que era adivino, y le preguntó por el significado de esa pesadilla. Esaco profetizó que el niño por nacer, cuando fuese mayor, provocaría la pérdida de la ciudad.
Con el tiempo, Hécuba dio a luz a Paris, futuro responsable de la guerra de Troya, el mismo día del nacimiento del hijo de Cila. Esaco convenció a Príamo para que matase a los recién nacidos con sus madres, pero el rey de Troya no tuvo el coraje de matar a su esposa y a su hijo, y mató en su lugar a Munipo y a Cila, a los que hizo enterrar en el santuario de Troo.

## Otras versiones
- Cila era hija de Laomedonte y, o bien Leucipe (hija de Escamandro), o bien Placia (hija de Otreo).[3]
- Algunos autores se refieren a Cila como esposa de Príamo, y Munipo era considerado hijo suyo y del rey.

## Geografía
- Cila, ciudad consagrada a Apolo.[4]